# فرودگاه کنینگو
فرودگاه کنینگو (به انگلیسی: Keningau Airport) یک فرودگاه با کد یاتا KGU است که یک باند فرود چمن دارد و طول باند آن ۱۱۲۸ متر است. این فرودگاه در کشور مالزی قرار دارد و در ارتفاع ۳۱۸ متری از سطح دریا واقع شده است.